# Live and Let Die (canción)
«Live and Let Die» o en español «Vive y Deja Morir» es una canción de la banda inglesa Wings, escrita por Paul McCartney y Linda McCartney en 1973, incluida en la banda sonora de la octava película de James Bond 007, Vive y deja morir. Fue la canción Bond más exitosa hasta ese momento, llegando al segundo puesto en el Billboard Hot 100 y a la novena posición en la UK Singles Chart También se utilizó la canción en la película Shrek tercero.
Ha sido varias veces versionada por diversos artistas, incluyendo a Stan Kenton en 1973; la destacada versión de Guns N' Roses en 1991; The Pretenders; Fergie de Black Eyed Peas, Celine Dion en su show de Las Vegas, Geri Halliwell y Rata Blanca, entre otros.
Tras su lanzamiento, "Live and Let Die" fue el tema de Bond más exitoso hasta ese momento, alcanzando el n.º 1 en dos de las tres principales listas de EE. UU. (aunque solo llegó al n.º 2 en el Billboard Hot 100) y el n.º 9 en la Lista de Sencillos del Reino Unido. La canción también recibió críticas positivas de los críticos musicales y continúa siendo elogiada como una de las mejores canciones de McCartney. Se convirtió en la primera canción tema de Bond en ser nominada al Premio de la Academia a la Mejor Canción Original, pero finalmente perdió el premio frente a "The Way We Were" de Barbra Streisand. Ganó el premio al Mejor Arreglo Acompañando a Vocalista(s) en la 16.ª Entrega Anual de los Grammy en 1974.
Wings interpretó "Live and Let Die" en vivo durante sus giras de conciertos y McCartney continúa tocándola en sus giras en solitario, a menudo usando pirotecnia durante las pausas instrumentales. Ha sido versionada por varias bandas, incluyendo Guns N' Roses, cuya versión aparece en su álbum de 1991 Use Your Illusion I. Siendo una de las versiones más populares de la canción, su interpretación fue nominada al Premio Grammy a la Mejor Interpretación de Hard Rock en la 35.ª Entrega Anual de los Grammy en 1993. En 2012, McCartney recibió el premio Million-Air de Broadcast Music, Inc. (BMI), por más de 4 millones de interpretaciones de la canción en EE. UU.

## Antecedentes y grabación
Incluso antes de que Tom Mankiewicz terminara de escribir el guion de Live and Let Die, los productores Harry Saltzman y Albert R. Broccoli invitaron a McCartney a escribir la canción tema. McCartney pidió que le enviaran una copia de la novela de Ian Fleming. "La leí y pensé que estaba bastante bien. Esa tarde escribí la canción y fui la semana siguiente y la hice... Fue un trabajo para mí en cierto modo porque escribir una canción con un título así no es lo más fácil que hay".
Originalmente, Saltzman estaba interesado en que Shirley Bassey o Thelma Houston la interpretaran en lugar de Wings.[2] Martin dijo que McCartney permitiría que la canción se usara en la película solo si Wings pudiera interpretar la canción en los créditos iniciales. El contrato de grabación especificaba que McCartney "interpretaría la canción del título bajo los créditos iniciales".
Una segunda versión de la canción, interpretada por B. J. Arnau, también aparece en la película. Originalmente, la interpretación de Arnau estaba destinada al grupo Fifth Dimension. La versión de Arnau de la canción aparece en el álbum de la banda sonora como un componente en un popurrí que también contiene dos piezas instrumentales compuestas por George Martin, "Fillet of Soul – New Orleans" y "Fillet of Soul – Harlem". También fue lanzada por RCA Records como un sencillo a finales de junio de 1973.
Wings grabó "Live and Let Die" durante las sesiones para el álbum Red Rose Speedway, en octubre de 1972. La canción fue grabada en AIR Studios, con Ray Cooper proporcionando instrumentos de percusión.

## Versión de Guns N' Roses
La banda de rock americana, Guns N' Roses, hizo una versión de "Live and Let Die" en 1991. Fue lanzada como el segundo sencillo de su álbum de 1991, Use Your Illusion I, y el cuarto de todos los sencillos de Use Your Illusion. Esta versión tuvo éxito comercial y fue nominada para el Premio Grammy a la Mejor Interpretación de Hard Rock en la 35.ª Entrega Anual de los Grammy en 1993.

### Antecedentes
En la edición de abril de 1992 de Guitar for the Practicing Musician, Slash explicó a John Stix cómo el grupo decidió grabar la canción:
"It's one of those songs, like "Heaven's Door," that Axl and I have always loved. It's always been a really heavy song, but we'd never discussed it, and didn't know that we each liked it. We were talking one night about a cover song and that came up, and we were like, "Yeah! Let's do it!" So I went to rehearsal with Izzy and Matt and Duff, just to see whether we could sound good playing it, and it sounded really heavy."
(Es una de esas canciones, como "Heaven's Door", que Axl y yo siempre hemos amado. Siempre ha sido una canción muy intensa, pero nunca la discutimos, y no sabíamos que a ambos nos gustaba. Estábamos hablando una noche sobre una canción de versión y salió eso, y estábamos como, "¡Sí! ¡Hagámoslo!" Así que fui al ensayo con Izzy, Matt y Duff, solo para ver si sonábamos bien tocándola, y sonó realmente potente.)
En su memoria de 2007, Slash le da crédito a Rose por su trabajo con el sintetizador en la pista, escribiendo: "Cuando hicimos 'Live and Let Die', todo eran sintetizadores; esos cuernos no son cuernos. Lo que Axl hizo allí fue realmente complejo; pasó horas ajustando todo eso, obteniendo los matices justos, y tengo que dárselo a él.

### Rendimiento en las listas
La versión de "Live and Let Die" de Guns N' Roses se posicionó en el n.º 20 en la lista Album Rock Tracks de Billboard en EE. UU. y n.º 33 en el Billboard Hot 100. A nivel mundial, el sencillo alcanzó el top cinco en Irlanda, Noruega y el Reino Unido. En Finlandia, se convirtió en el tercer sencillo consecutivo número uno de los álbumes Use Your Illusion, y también alcanzó el n.º 1 en Nueva Zelanda durante dos semanas.

### Video musical
Se realizó un video musical en noviembre de 1991 que muestra a la banda tocando en vivo en el escenario y mostrando fotos antiguas. El video también se hizo poco antes de la salida de Izzy Stradlin, y es el último video en el que aparece.

## Créditos
- Paul McCartney – Voz principal, piano
- Linda McCartney – Coros, Teclado
- Henry McCullough – Guitarra solista
- Denny Laine – Coros, Bajo
- Denny Seiwell – Batería
- Ray Cooper – Percusión
- George Martin – Arreglos Orquestales